# St. Anna (Hallstadt)

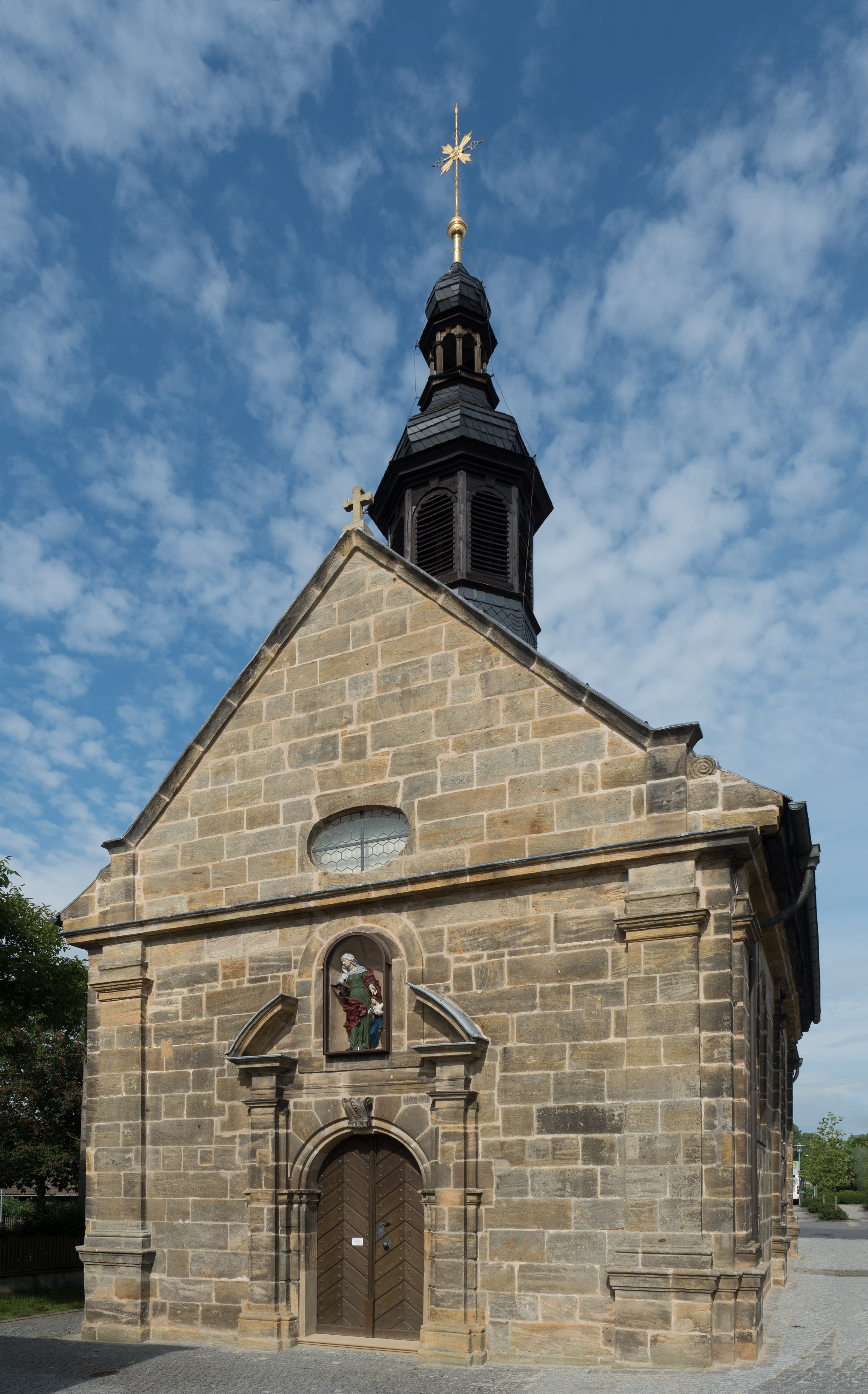
St. Anna (Hallstadt)

Die römisch-katholische, denkmalgeschützte Kapelle St. Anna steht in Hallstadt, einer Stadt im oberfränkischen Landkreis Bamberg (Bayern). Im Jahr 1516 wurde erstmals eine Kapelle St. Anna erwähnt, die wohl aus Holz war und 1590 durch ein massives Gotteshaus ersetzt wurde. Die Kapelle gehört zur Kirchengemeinde St. Kilian.

## Beschreibung

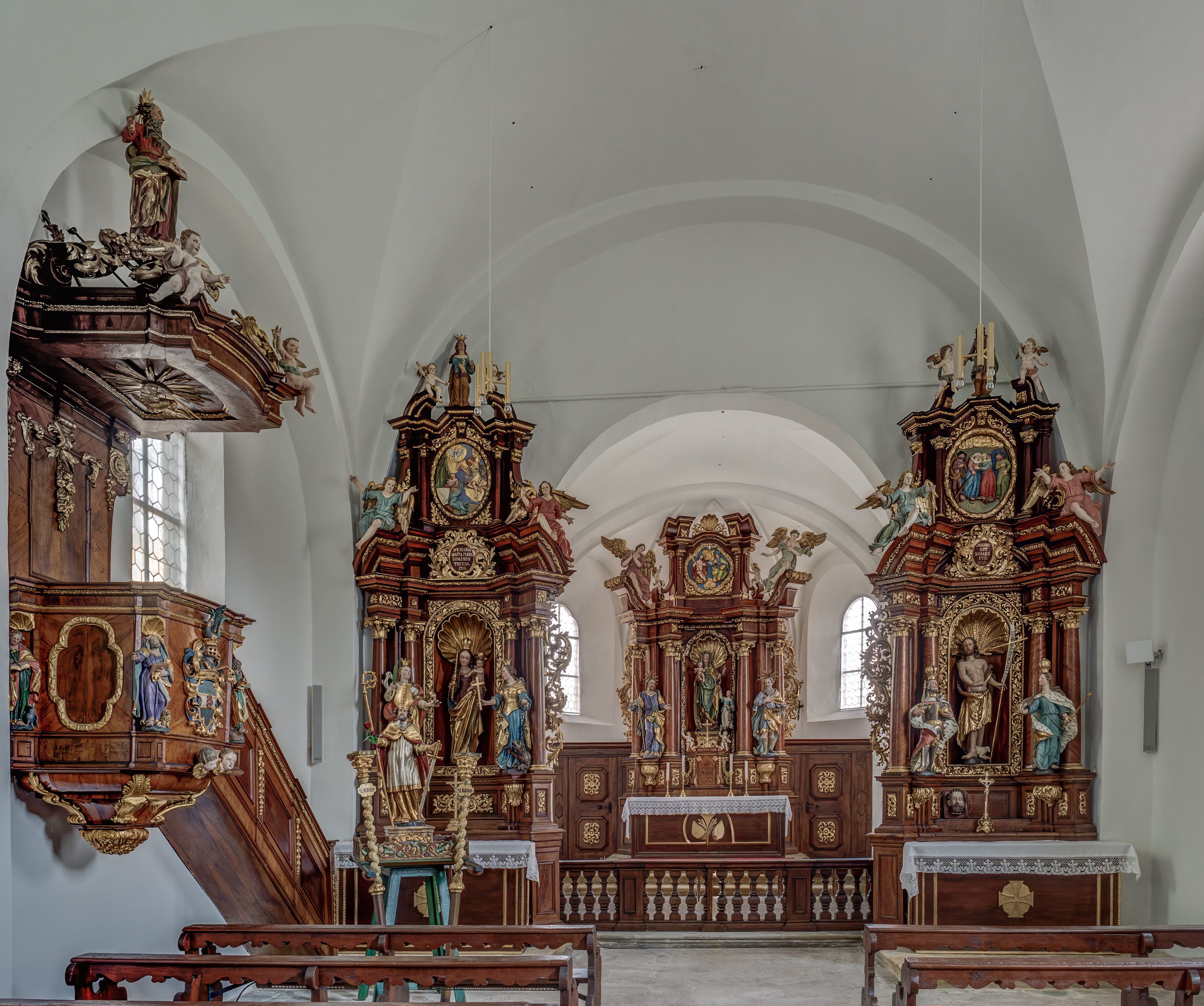
Langhaus mit Blick auf den Altar

In den Jahren 1703 bis 1705 entstand, als Ersatz für die alte Kapelle von 1590, nach Plänen von Bonaventura Rauscher eine Saalkirche aus Quadermauerwerk, deren Wände mit Pilastern gegliedert sind. Sie besteht aus einem Langhaus und einem eingezogenen, dreiseitig geschlossenen Chor im Osten. Aus dem Satteldach des Langhauses erhebt sich im Westen ein achteckiger, schiefergedeckter Dachreiter, der mit einer welschen Haube bedeckt ist. Er beherbergt hinter den Klangarkaden den Glockenstuhl. Das Portal im Westen des Langhauses ist mit einem Sprenggiebel bedeckt, in dessen Öffnung eine Nische mit der Statue der Anna selbdritt steht. Zur Kirchenausstattung gehören der Hochaltar mit der geschnitzten Anna selbdritt, zwei Seitenaltäre und die Kanzel.